# Вепрянка (приток Хмары)
Вепрянка — река, левый приток реки Хмара. Длина 10 километров. Площадь водосбора 35 км². Начинается в нескольких километрах западней деревень Дмитриевка и Шаталово Починковского района Смоленской области. Протекает на северо-запад через заброшенные деревни Корогодово и Медведовка. Имеет притоки слева ручьи Прузенька и Средняя.
На карте к Плану Генерального Межевания Смоленской Губернии 1790 года считается, что Вепрянка впадает в Прузеньку, а не наоборот, как сейчас, причём Прузенька названа Митюлевкой.
В списке населённых мест Смоленской Губернии от 1868 года Вепрянка названа Неведомкой.
Название происходит от слова вепрь — свиной самец, кабан.